# Austronemoura caramavidensis
Austronemoura caramavidensis är en bäcksländeart som beskrevs av Aubert 1960. Austronemoura caramavidensis ingår i släktet Austronemoura och familjen Notonemouridae. Inga underarter finns listade i Catalogue of Life.